# Pârâul lui Samoilă
Pârâul lui Samoilă este un curs de apă, afluent al Pârâului Stâna lui Rusu. 

## Hărți
- Harta Munții Vrancea  Arhivat în 9 iunie 2008, la Wayback Machine.